# Crème bavaroise
Crème bavaroise, bajersk kräm, eller bara bavaroise, är en kall dessert av franskt ursprung bestående av sjuden äggkräm, tillsatt med gelatin och vispad grädde. Den kan också användas som komponent i olika desserter och tårtor.

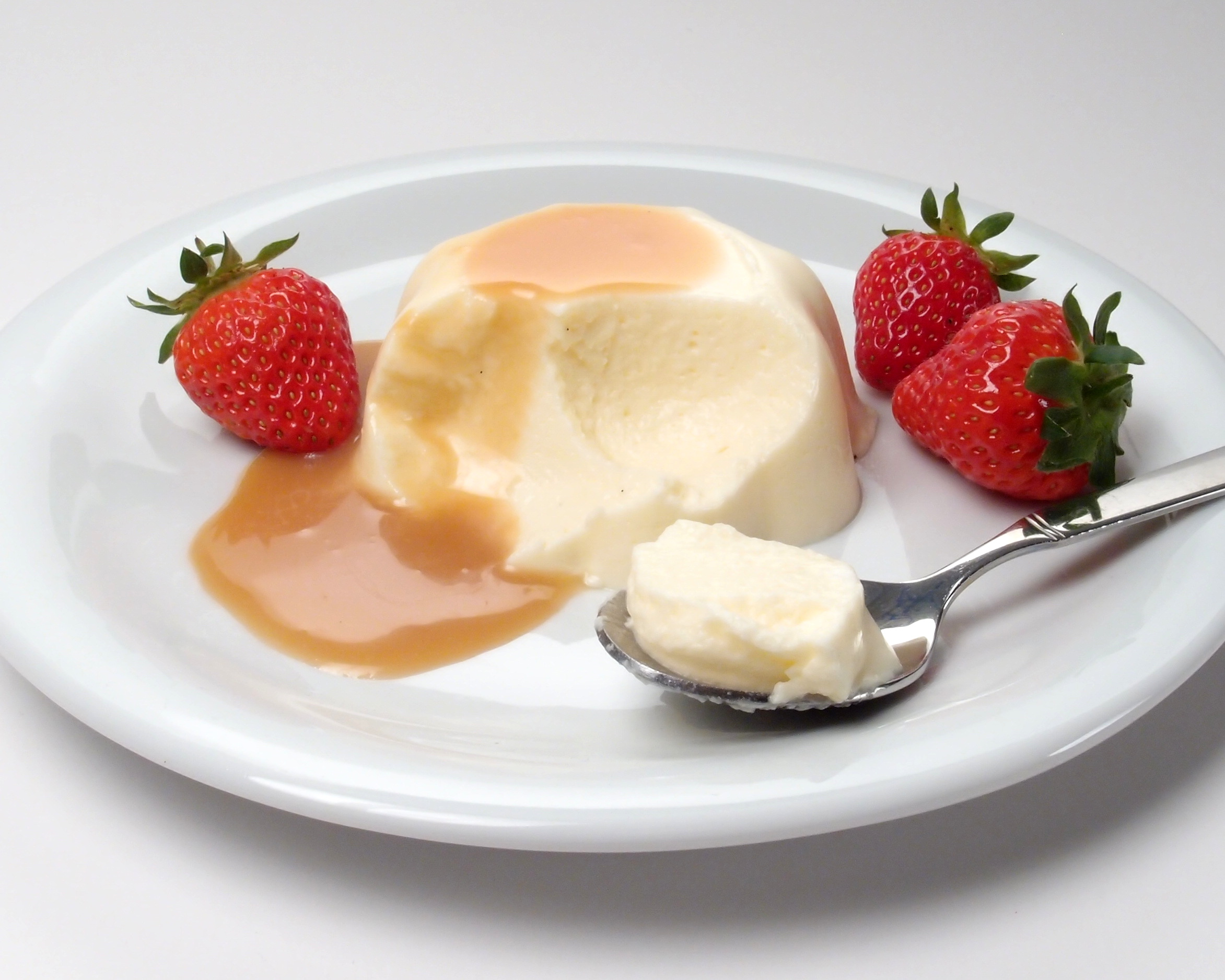
Bavarios

Bavaroise görs genom att mjölk blandad med äggulor och socker sjuds tills den tjocknar. Då tillsätts gelatin och eventuell smaksättning i krämen och den tas bort från värmen. När krämen har kallnat vänds den i vispad grädde. Blandningen kyls ned i en form tills den har stelnat och stjälps upp före serveringen.
Crème bavaroise kan smaksättas med vanilj, kaffe, choklad, frukt, bär, vin, likör med mera. Om frukt inte ingår i krämen serveras den med frukt, gärna någon form av fruktsallad.